# إيرو آلتو
إيرو آلتو (مواليد 19 يوليو 1977) هو لاعب كرة قدم فنلندي سابق. بدأ مسيرته مع نادي كرة القدم الفنلندي "بالو ليروت"، ثم انتقل إلى هكا وقضى معظم حياته المهنية في نادي هلسنكي ولكن منذ ديسمبر 2007 لعب لنادي أولمبياكوس نيقوسيا القبرصي.
عاد آلتو إلى فنلندا في مايو 2008 ليلعب مع تامبيري يونايتد. بعد فترة إعارته في تامبيري انتقل إلى نادي توركو.

## روابط خارجية
- تقرير فنلندا